# بودیتسکو
بودیتسکو (به چکی: Budětsko) یک منطقهٔ مسکونی در جمهوری چک است که در ناحیه پروستییوو واقع شده‌است. بودیتسکو ۵٫۸ کیلومتر مربع مساحت و ۴۳۹ نفر جمعیت دارد و ۴۳۸ متر بالاتر از سطح دریا واقع شده‌است.